# حضیره (روستا)
 حضیره  به عربی ( الَحضیرَة )، روستایی است در دهستان وادی اجبار از توابع استان 
استان صَنعاء در کشور یمن در شبه جزیره عربستان.

## جمعیت
جمعیت آن (۱۰۰ ) نفر (۱۰ خانوار) می‌باشد.